# Ljaschkiwka (Dnipro)
Ljaschkiwka (ukrainisch Ляшківка; russisch Ляшковка Ljaschkowka) ist ein Dorf im Norden der ukrainischen Oblast Dnipropetrowsk mit etwa 900 Einwohnern.
Das Dorf entstand im 18. Jahrhundert und liegt an der Territorialstraße T-0441, 9 Kilometer nordwestlich der ehemaligen Rajonshauptstadt Zarytschanka und 76 Kilometer nordwestlich der Oblasthauptstadt Dnipro.

## Verwaltungsgliederung
Am 14. August 2015 wurde das Dorf zum Zentrum der neugegründeten Landgemeinde Ljaschkiwka (Ляшківська сільська громада/Ljaschkiwska silska hromada). Zu dieser zählten auch die 8 in der untenstehenden Tabelle aufgelisteten Dörfer, bis dahin bildete es zusammen mit den Dörfern Orliwka, Nasarenky und Schariwka die gleichnamige Landratsgemeinde Ljaschkiwka (Ляшківська сільська рада/Ljaschkiwska silska rada) im Westen des Rajons Zarytschanka.
Am 17. Juli 2020 kam es im Zuge einer großen Rajonsreform zum Anschluss des Rajonsgebietes an den Rajon Dnipro.
Folgende Orte sind neben dem Hauptort Ljaschkiwka Teil der Gemeinde:
| Name                     | Name        | Name                      |
| ukrainisch transkribiert | ukrainisch  | russisch                  |
| ------------------------ | ----------- | ------------------------- |
| Andrijiwka               | Андріівка   | Андреевка (Andrejewka)    |
| Losuwatka                | Лозуватка   | Лозоватка (Losowatka)     |
| Nasarenky                | Назаренки   | Назаренки (Nasarenki)     |
| Netessiwka               | Нетесівка   | Нетёсовка (Netjossowka)   |
| Orliwka                  | Орлівка     | Орловка (Orlowka)         |
| Pomasaniwka              | Помазанівка | Помазановка (Pomasanowka) |
| Salelija                 | Залелія     | Залелия (Salelija)        |
| Schariwka                | Шарівка     | Шаровка (Scharowka)       |